# 伊克梅克卡達伊夫

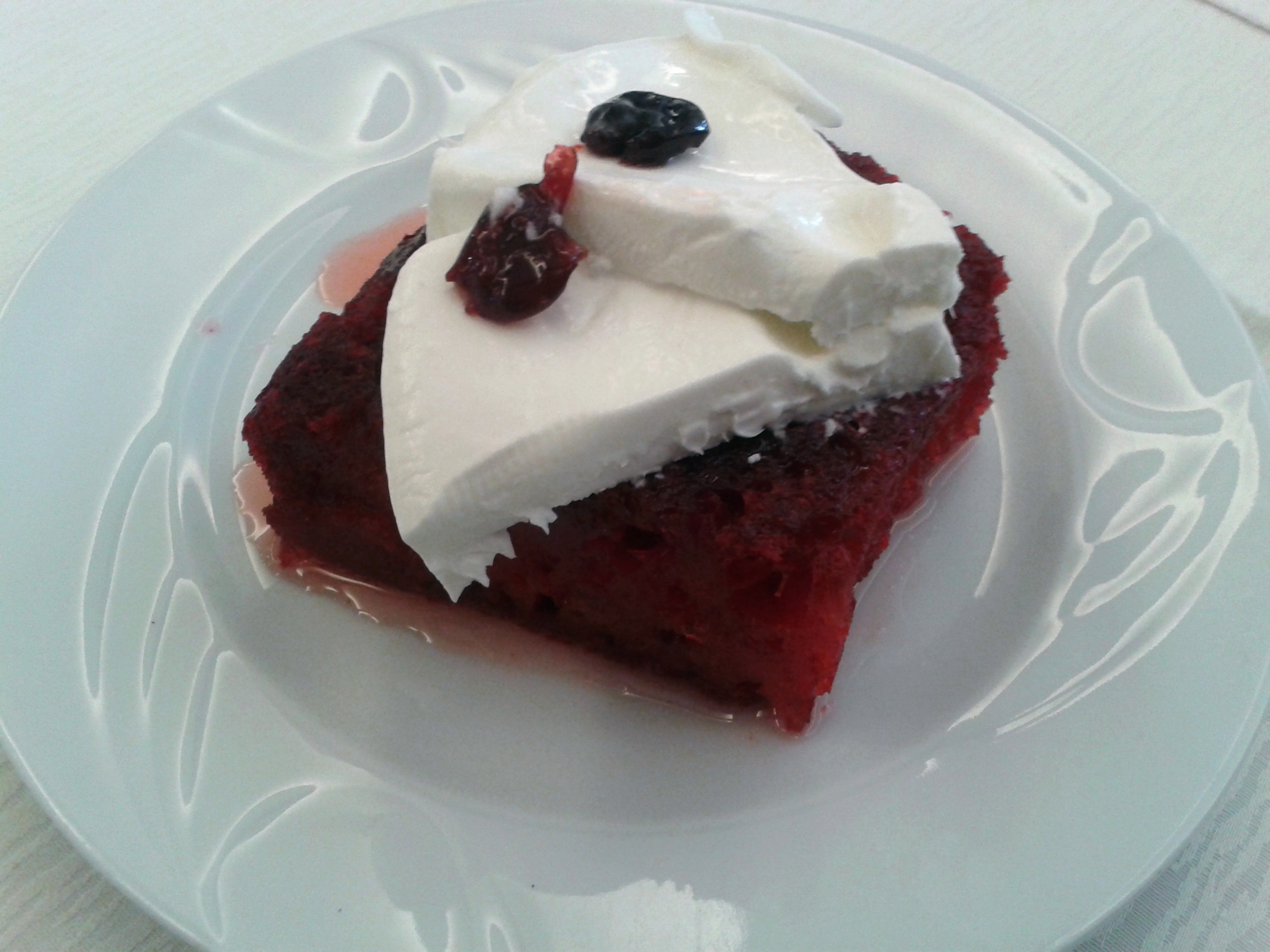
土耳其糖漬糕搭配土耳其凍奶油

伊克梅克卡達伊夫是一种面包布丁，在历史上是鄂圖曼飲食的一部分，在现代仍然是前奥斯曼帝国美食的一部分。它通常与凱瑪克（一种凝脂奶油）一起食用。在土耳其，它被认为是阿菲永卡拉希萨的地区特色。

## 历史
从历史上看，与其他面包布丁一样，这个配方是作为一种利用陈旧或一天的面包的方式出现的。对于现代的家庭厨师来说，它是一种受欢迎的替代品，可以替代要求更高的传统甜点，如巴卡拉瓦。 斋戒月期间的开斋饭上会有这种食物。

## 制备
要用面包从头开始准备甜点，首先要把一块面包仔细挖空，做成面包碗。如果面包太新鲜，可以在烤箱中进一步干燥。在准备好的面包上浇上黑焦糖雪糕。重要的是要正确准备面包，以最大限度地吸收酸浆。当面包完全吸收了酸浆后，它就会变软。然后，面包碗可以在食用前装上冰淇淋。
在现代，伊克梅克卡達伊夫是现成的出售。